# Robert Ladislav Parker
Robert Ladislav Parker é um geofísico e matemático estadunidense.